# Bicsák Bence
Bicsák Bence (Zalaegerszeg, 1995. október 19. –) magyar triatlonos.

## Pályafutása
A 2013-as junior triatlon Eb-n tizedik volt. A 2015. évi Európa-játékokon negyvenedik volt. 2016-ban az U23-as világbajnokságon bronzérmet szerzett. A 2017-es rövidtávú triatlon Eb-n 37. volt egyéniben. Ugyanitt mixváltóban (Bragmayer Zsanett, Dévay Márk, Kovács Zsófia) kilencedik lett. Júliusban megnyerte a tiszaújvárosi világkupa versenyt. Ugyanebben a hónapban az atlétikai U23-as Eb-n hetedik volt 10 000 méteren. Augusztusban megnyerte az U23-as triatlon EB-t, a vegyesváltóban (Bragmayer , Dévay, Sebők Klaudia) ötödik volt. A 2018-as U23-as világbajnokságon harmadik lett. A 2019-es vegyesváltó vb-n kerékpározás közben bukott, a csapat feladta a versenyt. A 2020-as világbajnokságon 14. volt, vegyesváltóban (Bragmayer, Kovács Zs., Faldum Gábor) 12. lett. 
A 2021-ben Tokióban rendezett 2020. évi nyári olimpiai játékokon minden idők legjobb magyar triatlonos helyezését elérve a hetedik helyen végzett. A vegyes váltók versenyében 11. lett a magyar csapat (Bragmayer Zsanett, Kovács Zsófia, Tóth Tamás) tagjaként. A 2024-es párizsi olimpián egyéniben a 16. helyen végzett.

## Eredményei
magyar bajnokság
Triatlon
- sprint
  - aranyérmes: 2017, 2018, 2020
  - bronzérmes: 2016

Duatlon
- sprint
  - aranyérmes: 2014, 2017, 2021
- vegyesváltó
  - aranyérmes: 2017, 2021

Atlétika
- 10 000 m
  - bronzérmes: 2017[13]
- 10 km
  - aranyérmes: 2018
- mezeifutás
  - aranyérmes: 2020
  - ezüstérmes: 2019

## Díjai, elismerései
- Az év magyar triatlonosa: 2018, 2019, 2020, 2021[14]